# Georg Adolf Koskull
Georg Adolf Koskull, född den 17 april 1780 i Gällaryds socken, död den 10 april 1829 på Engaholm i Aringsås socken, var en svensk friherre, domare och landshövding.

## Biografi
Koskull var son till hovjunkaren Otto Anders Koskull (1748–1787) och Amalia Beata Silfversparre (1746–1800). Han blev student vid Lunds universitet 1795 och avlade juris examen där samma år. Därefter tjänstgjorde han som auskultant i först Göta och sedan Svea hovrätt. Han erhöll fullmakt som häradshövding 1802 och tjänstgjorde från 1807 som assessor i Åbo hovrätt. 1809 blev han lagman på Gotland och påföljande år i Västergötland. Samma år blev han även kammarherre hos drottning Hedvig Elisabeth Charlotta. Han blev riddare av Nordstjärneorden 1818.
Den 26 november 1816 utsågs Koskull till landshövding i Norrbottens län, en post han innehade till 1821 då han begärde avsked. Han hade då året innan övertagit ättens fideikommiss, Engaholm i Småland, efter sin äldre barnlöse bror, kabinettskammarherren Anders Koskull (1775–1820). Georg Adolf Koskull avled nio år senare på Engaholm, också han ogift och barnlös, varefter fideikommisset övergick till en tredje bror, överstelöjtnanten Carl Gustaf Koskull (1782–1846).
Georg Adolf Koskull ligger begraven i Aringsås kyrka. Han har som landshövding givit namn åt orten Koskullskulle inom Gällivare kommun.